# Neomixis tenella
Jeri-comum ou jiji-amarelo (Neomixis tenella) é uma espécie de ave da família Cisticolidae.
É endémica de Madagáscar.
Os seus habitats naturais são: florestas secas tropicais ou subtropicais e florestas subtropicais ou tropicais húmidas de baixa altitude.